# Effingham (Illinois)
Effingham é uma cidade localizada no estado americano de Illinois, no Condado de Effingham.

## Demografia
Segundo o censo americano de 2000, a sua população era de 12.384 habitantes.
Em 2006, foi estimada uma população de 12.447, um aumento de 63 (0.5%).

## Geografia
De acordo com o United States Census Bureau tem uma área de
22,6 km², dos quais 22,4 km² cobertos por terra e 0,2 km² cobertos por água.

## Localidades na vizinhança
O diagrama seguinte representa as localidades num raio de 16 km ao redor de Effingham.